# Coryanthes maduroana
Coryanthes maduroana är en orkidéart som beskrevs av Günter Gerlach. Coryanthes maduroana ingår i släktet Coryanthes, och familjen orkidéer.
Artens utbredningsområde är Panamá. Inga underarter finns listade i Catalogue of Life.